# PM Makarov
PM Makarov (Pištolj Makarova; rus. Пистолет Макарова ПМ) je vrlo poznati sovjetski poluautomatski pištolj čija povijest seže još u Prvi svjetski rat, pa sve do današnjih dana. Dizajnirao ga je kasnih 1930-ih Nikolaj Fjodorovič Makarov.

Mnoge su istočne zemlje na temelju izvornika razvile svoje tipove ovakvog samokresa. Danas su osim ruskog poznati i mađarski, istočnonjemački i češki samokres ovakvog izgleda i osobina.

Ovaj su pištolj zbog izuzetnih konstrukcijskih rješenja i preciznosti rabile i ruske obavještajne službe. Ima specifičan način rada, a to mu je pak kratko i naglo trzanje zatvarača prigodom opaljenja metka. Zastoji su općeniti kao kod svakog pištolja.

Glavni su mu dijelovi: spremnik, branik okidača, mehanizam za okidanje, navlaka sa zatvaračem, ciljnici (zbog svoje male dužine su više izraženiji), povratna opruga, cijev i rukohvat.